# Zátiší s Datlem
Zátiší s Datlem (Still Life with Woodpecker, 1980, česky Argo 2000) je (podle autora „tak trochu milostný“) román, který napsal americký spisovatel Tom Robbins.
Hlavní hrdinka Leigh-Cheri je zrzka a k tomu i princezna v exilu. Její rodiče, král Max a královna Tilli z rodu Furstenbergů-Barcalonů byli nuceni emigrovat ze své země do USA, kde pod stálým dohledem CIA žijí v malém domku na okraji Seattlu s jedinou věrnou služebnou Gullietou. Leigh-Cheri tajně miluje Ralpha Nadera, jejím mazlíčkem je žabák, kterému říká Kouzelný princ. Její oblíbenou pohádkou je ta o princezně a zlatém míči, který ji upadne do studny, z které ji vynese žabák.
Na Havaji, kam se v doprovodu Gulietty vypraví na Geoterapeutický festival, pozná Leigh-Cheri celosvětově hledaného teroristu Datla. Přestože naprosto nesouhlasí s tím, že se Datel pokusí vyhodit do povětří budovy, v kterých festival probíhá, podlehne jeho šarmu a zamiluje se do něj. Postupně poznává jeho svébytnou filozofii. Datel se totiž považuje hlavně za psance (výstižnější je původní anglický výraz outlaw), tedy někoho, kdo zákon nepřekračuje, ale kdo stojí zcela mimo něj, stejně jako stojí mimo společnost. Výbuchy přirovnává k poezii. Z pocitu viny po tom, co kdysi vyhodil do povětří budovy univerzity, kde vědci zkoumali antikoncepční prostředky, se vyzná v přírodních způsobech bránících početí. A i přes svůj černý přeliv je to zrzek.
Datel se brzy ocitá ve vězení a jeho a Leigh-Cherina láska podstupuje nejtěžší zkoušku. Leigh-Cheri se rozhodne strávit čas ve stejných podmínkách jako její milenec. Vyklidí tedy ze svého podkrovního pokoje všechny věci, nechá tam pouze matraci, kbelík a jednu čtyřicetiwattovou žárovku. A neotevřenou krabičku camelek. Právě jejím prostřednictvím postupně hledá cestu ke svému milenci.
Klíčovou otázkou, kterou Robbins ve svém třetím románu řeší, je jak dosáhnout toho, aby ve vztahu vydržela láska. Krom toho ovšem píše i o možném mimozemském původu rusovlasých lidí, významu pyramid, významu Měsíce, osobní svobodě uvnitř i vně lidské společnosti a v neposlední řadě i o mystických významech krabičky cigaret Camel. Celou knihu navíc prokládá několika vsuvkami, v nichž dokumentuje obtížnost vzniku románu.

## Ukázka z knihy
(Argo, 2000, přeložil Jiří Popel)

### Předmluva
Pokud to nezvládne tenhle psací stroj, tak bude nejlepší se na to vysrat, protože to zkrátka nejde.
Tohle je zbrusu nová remingtonka SL3, která je schopná odpovědět na otázku „Co je těžší? Číst Bratry Karamazovy a poslouchat přitom desky Stevieho Wondera, nebo se vydat na pomlázku po klávesnici psacího stroje?“ Tohle je třešnička na polevě kovbojky. Je to sendvič naservírovaný geniální servírkou. Kreditní karta samotné císařovny.
Cítím, že v téhle remingtonce se skrývá román mých snů – přestože píše mnohem rychleji, než dokážu hláskovat. A nezáleží na tom, že mě minulý týden štípl do ukazováčku obrovský pozemní krab. Tenhle miláček mluví při sebemenší provokaci elektrickou shakespearovštinou. Stačí se na něj jen trochu přísněji podívat a vysype ze sebe stránku a půl.
„Jaký psací stroj máte na mysli?“ zeptal se mě prodavač.
„Takový, který by nepsal jen pouhá slova,“ zněla moje odpověď. „Takový ze kterého by se sypaly krystaly. Chci svým čtenářům nabídnout náruče plné krystalů, z nichž některé by měly barvu orchidejí a pivoněk a jiné by zase chytaly radiové vlny z tajného města, které je napůl Paříží a napůl Coney Islandem.“
Prodavač mi doporučil Remington model SL3.
Můj starý psací stroj se jmenoval Olivetti. Znám jednoho neuvěřitelného žongléra, který se také jmenuje Olivetti. Mezi ním a mým starým psacím strojem není žádné příbuzenské pouto. Mezi komponováním na psacím stroji a žonglováním nicméně jistá podobnost existuje. Ten trik spočívá v tom, že pokud vám něco upadne, snažíte se, aby to vypadalo jako součást vašeho čísla.
V dobře zamčené skříni mám schovanou poslední láhev Anaïs Nin (se zelenou vinětou), propašovanou ještě před revolucí z města Punta del Visionaro. Dnes večer z ní vytáhnu špunt. Injekční stříkačkou pak vstříknu deset kubíků Anaïs Nin do zralé limety. A začnu sát. A začnu psát…
Pokud to nezvládne tenhle psací stroj, tak přísahám, že to prostě není v lidských silách.

### 2. kapitola
Představte si jistou srpnovou noc, kdy princezna Leigh-Cheri vyhlížela ze svého podkrovního okna. Byl úplněk. Měsíc se nadýmal takovým způsobem, že hrozilo, že se překotí. Představte si, že se probudíte a spatříte Měsíc, jak leží rozplácnutý obličejem na podlaze koupelny jako zesnulý Elvis Presley otrávený přemírou banánových zmrzlinových pohárů se šlehačkou. Byl to Měsíc, který by dokázal rozdmýchat vášně v bučící krávě, Měsíc, jenž by dokázal udělat z malého králíčka bestii. Měsíc, který by dokázal změnit železné matice v měsíční kameny, Červenou Karkulku ve velkého krvežíznivého vlka. Leigh-Cheri zírala do magické mandaly nebe déle než hodinu. „Má Měsíc nějaký smysl?“ zeptala se Kouzelného prince.
Kouzelný princ se zatvářil, jako by mu položila hloupou otázku. Možná že to skutečně udělala. Stejná otázka vyťukaná na klávesnici remingtonky SL3 vynesla na světlo tuto odpověď:
Albert Camus napsal, že existuje jediná důležitá otázka, a to, zda člověk má či nemá spáchat sebevraždu.
Tom Robbins napsal, že existuje jediná důležitá otázka, a to, zda má čas začátek a konec.
Camus zjevně vykročil nesprávnou nohou a Robbins si zapomněl nařídit budíka.
Existuje jediná důležitá otázka, a ta zní:
Kdo ví, jak přimět lásku, aby vydržela?
Odpovězte mi na tuhle otázku, a já vám řeknu, zda máte či nemáte spáchat sebevraždu.
Odpovězte mi na tohle, a já vám prozradím, jak je to se začátkem a koncem času.
Odpovězte mi na to, a já vám odhalím smysl Měsíce.